# Ura Kazuki
Ura Kazuki (宇良 和輝, né le 22 juin 1992) est un lutteur professionnel japonais de sumo originaire de Neyagawa, Osaka. Après avoir remporté la médaille d'or aux  Jeux mondiaux des sports de combat 2013, il débute au niveau professionnel en 2015 au sein de l'écurie Kise et gagne son premier tournoi en jonokuchi. Il atteint la première division makuuchi en mars 2017 mais une série de blessures l'éloigne longuement de la compétition, ce qui le fait chuter dans les division inférieures. Il revient en makuuchi après plus de trois ans d'absence et un titre en jūryō en mai 2021. Il a remporté une étoile dorée, pour avoir battu un yokozuna, et un prix technique. Son style imprévisible et athlétique lui confère une grande popularité auprès du public.

## Parcours amateur
Ura est membre du club de sumo de l'université Kwansei Gakuin, dont il sort diplômé en éducation. Il participe aux Jeux mondiaux des sports de combat 2013 à Saint-Pétersbourg, en Russie et remporte une médaille d'or dans la catégorie des poids légers.

## Carrière
En février 2015, il annonce son intention d'intégrer l'écurie Kise en tant que lutteur de sumo professionnel. À la suite de ses premiers combats en maezumo en mars, il fait ses débuts en jonokuchi en mai et remporte le tournoi. Il est finaliste avec un résultat de 7-0 lors du tournoi de juillet en jonidan et renouvelle cette performance en novembre en makushita.
Il est promu jūryō pour le tournoi de mai. Il devient ainsi le premier ancien élève de son université à atteindre les rangs sekitori ; celle-ci lui offre en reconnaissance un keshō-mawashi. Il atteint le rang jūryō 1 au classement du tournoi de septembre, pendant lequel il contracte une blessure au poignet gauche qui le mène à son premier tournoi perdant (6-9) de sa carrière et  l'oblige à subir une intervention chirurgicale à l'issue du tournoi.
Il intègre la division makuuchi en mars 2017 au rang de maegashira 12 et réalise un kachi-koshi (8-7) devant son public à Osaka. Il se blesse au genou lors du dixième jour du tournoi de juillet, au lendemain de sa victoire contre le yokozuna Harumafuji.
Ura se retire de la tournée régionale estivale qui suit ce tournoi afin de récupérer de cette blessure. Celle-ci s'aggrave le deuxième jour du tournoi de septembre, au point de l'obliger à abandonner. Sont évoqués une blessure au ligament croisé antérieur du genou droit et une blessure au ménisque du genou gauche qui nécessitent une intervention chirurgicale. Après un an de convalescence et rééducation, il revient à la compétition en septembre 2018 dans la bas du classement en sandanme. Il remonte en makushita après deux tournois probants et se blesse à nouveau au dixième jour du tournoi de janvier 2019 face à  Hōshōryū, ce qui l'oblige à se retirer du tournoi.
Il subit de nouveau une opération chirurgicale fin février 2019 et revient en novembre à son plus bas rang en carrière, en jonidan. Il effectue une remontée jusqu'en jūryō au cours des tournois de 2020, comptant deux championnats à son actif (jonidan en janvier et sandanme en mars). Il devient ainsi le deuxième ancien lutteur de première division après Terunofuji à réussir un retour en jūryō après être descendu en jonidan.

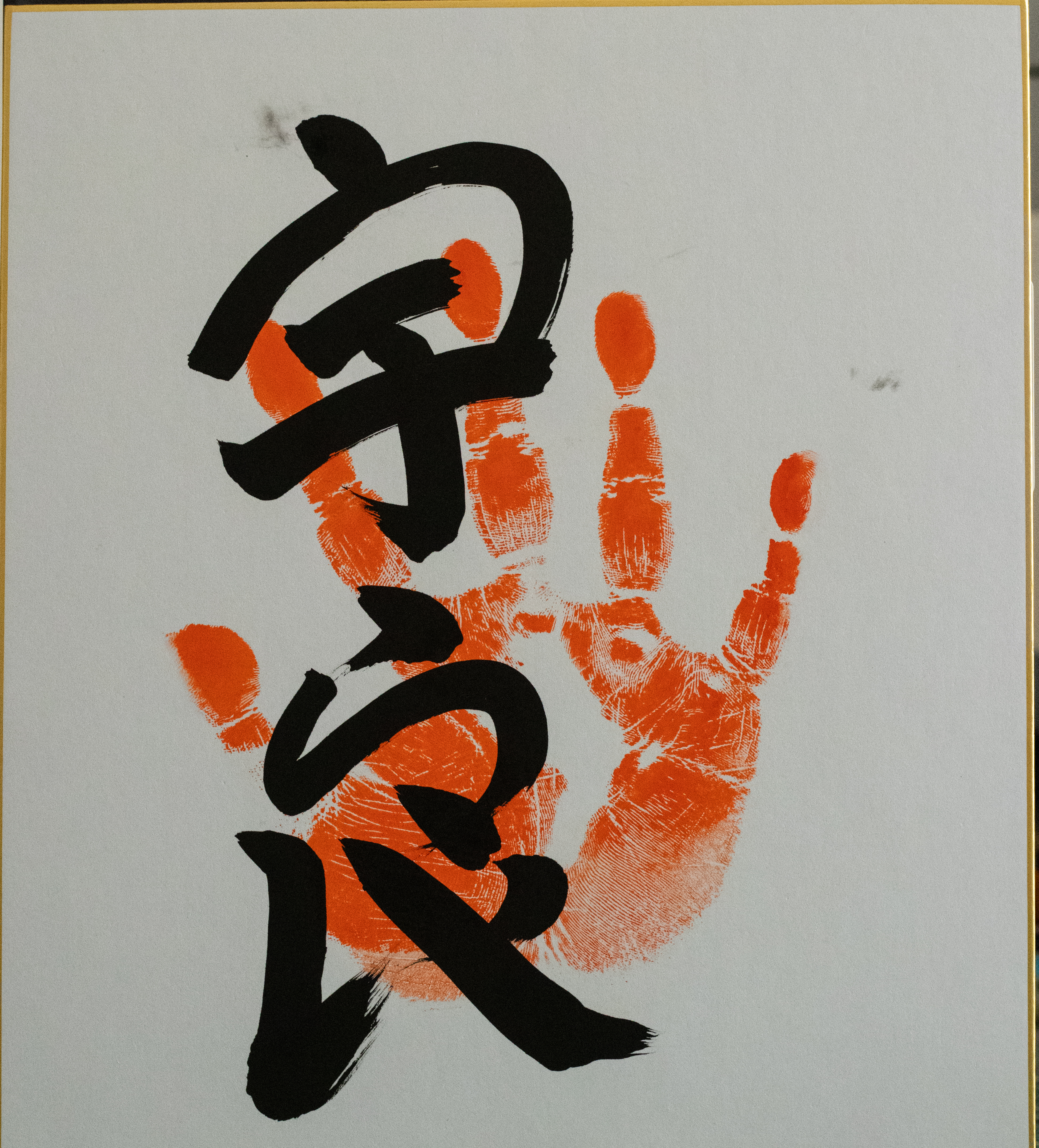
Tegata (empreinte de la main et signature) d'Ura

Ura remporte le tournoi jūryō de mai 2021 avec un résultat de 12–3, assurant ainsi son retour en makuuchi 21 tournois après l'avoir quitté. Il détient le record du rang le plus bas atteint avant un retour en première division ( jonidan 106 Ouest).
Ura commence le tournoi de juillet 2021 au rang de maegashira 13. Il remporte son premier prix spécial, celui de la technique, lors du tournoi de novembre. Avec un résultat de 10-5, il atteint en janvier 2022 son rang le plus élevé en carrière (y compris avant sa blessure) : maegashira 2.

## Style de combat
Il est principalement pousseur, mais ce sont ses improvisations surprenantes et acrobatiques en réponse aux mouvements de ses adversaires qui l'ont rendu populaire. Ses kimarite préférés sont l'oshi (poussée) et le rare ashitori (saisie à la jambe). Il s'est également fait remarquer pour avoir exécuté d'autres techniques gagnantes rares. Ainsi lors du tournoi de mai 2016, il a remporté un combat de jūryō par koshinage (lancer de la hanche). Il a utilisé le tasukizori (renversement par derrière) pendant le tournoi de janvier 2017 contre son confrère jūryō  Amakaze, première occurrence de cette technique dans les divisions supérieures du sumo depuis 1955, date à partir de laquelle les techniques gagnantes ont été annoncées pour la première fois. Lors du tournoi de novembre 2020, il a déployé deux techniques inhabituelles. Le cinquième jour, il a utilisé l'izori (renversement de côté) pour vaincre Kyokushūhō, ce qui ne s'était plus vu au niveau des sekitori depuis que Tomonohana l'a utilisé contre Hananokuni en septembre 1993. Tomonohana (maintenant Tamagaki Oyakata) était au bord du dohyō dans son rôle de juge pour voir la victoire d'Ura. Le quatorzième jour du même tournoi, Ura a battu Azumaryū avec le rare ushiromotare (inclinaison en arrière), qui a suscité les acclamations de la foule lorsque la technique a été annoncée.
Lorsqu'il est entré pour la première fois dans les rangs professionnels, le poids d'Ura était de 113 kg. Il pesait 137 kg en mai 2017 et en mars 2022 147 kg, plus lourd que les autres "petits" sekitori comme Ishiura, Terutsuyoshi, Tobizaru et Enhō.